# Hof Narr
Le Hof Narr est un sanctuaire pour animaux de ferme et une ferme végane suisse, situé à Hinteregg, à 13 km de Zurich. Créé en 2013, il est organisé sous forme d'association.

## Description
Le Hof Narr est créé par la reprise d'une exploitation en 2013 par la philosophe et éthicienne Sarah Heiligtag et son compagnon. Son nom, qui signifie la ferme ou la cour du bouffon en allemand, se veut délibérément humoristique et vise à dénoncer la société de consommation.
Il s'étend sur sept hectares et abrite début 2023 120 animaux qui étaient destinés à l'abattoir ou étaient maltraités. Les animaux peuvent être parrainés pour soutenir financièrement l'association, qui vit également de la vente de légumes, de fruits et de céréales produits sur l'exploitation végane et de diverses manifestations organisées sur place. La ferme fait également appel à des bénévoles.
L'association accompagne depuis 2017 les agriculteurs qui veulent sortir de l'exploitation animale (notion de transfarmation). 